# Thomas Roy-Laurent
 (septembre 2014).
Thomas Roy-Laurent, né le 30 août 1974 , est un réalisateur de documentaires.

## Biographie
Après un bac économique et social et une fac de droit, il intègre le Conservatoire libre du cinéma français en 1994.
Il est recruté chez ICTV en tant que chargé de production.

## Documentaires
- Mayotte, le peuple du lagon, France Télévision / Ushuaïa TV
- La Bataille du vent, France Télévision (extrait)
- Le Cocotier, dans la série Planète des arbres, France Télévision
- Le Mangle médaille, dans la série Planète des arbres, France Télévision
- Le Baobab, dans la série Planète des arbres, France Télévision
- Le Manguier, dans la série Planète des arbres, France Télévision
- Bokassa Ier, une histoire « françafricaine », France Télévision / Planète (Télérama ; extrait)
- L’Olivier, dans la série Planète des arbres, France Télévision
- Le Sapin, dans la série Planète des arbres, France Télévision
- Une histoire de vignerons, France Télévision
- Wallis, les hommes du lagon, France Télévision / Ushuaïa TV / TV5 Monde
- Les Bateliers du Cher, France Télévision
- Le Chêne, dans la série Planète des arbres, France Télévision / Ushuaïa TV
- Bob Marley, militant africain jamaïcain, France Télévision
- Mata-Utu, capitale de Wallis et Futuna, Voyage - France Télévision
- Suva, capitale des Fidji, Voyage - France Télévision
- Apia, capitale des Samoa, Voyage - France Télévision
- Des deux côtés du fleuve, France Télévision
- La Manadière, Equidia
- L’Osthéo, l’atout bien-être des chevaux, Equidia
- Guyane, terre des peuples, France Télévision - Région
- Passion jeune, pub France Télévision
- Bulles d’Outremer, France Télévision / Canal Overseas (extrait)
- Chevaux de bois, Equidia
- Une ballade irlandaise, Equidia
- Au pays de Pagnol[2]
- Wallis, le peuple du lagon[3]